# پایگاه هوایی آل‌اسماعیلیه
پایگاه هوایی آل‌اسماعیلیه (به انگلیسی: Al Ismailiyah Air Base) یک فرودگاه نظامی است که یک باند فرود آسفالت دارد و طول باند آن ۱۰۵۵۵ متر است. این فرودگاه در کشور مصر قرار دارد و در ارتفاع ۱۲ متری از سطح دریا واقع شده‌است.